# Оборище (област Пазарджик)
Вижте пояснителната страница за други значения на Оборище.
Оборище е село в Южна България в община Панагюрище, област Пазарджик. До 1950 г. селото официално се нарича Мечка.

## География
Село Оборище се намира в планински район. То лежи в Същинска Средна гора. През него минава шосето между град Панагюрище, през село Вакарел за София. Съседни населени места са град Панагюрище (10 km на изток), село Поибрене (8 km на запад) и село Мухово (17 km на юг). Магистрала Тракия е на 35 km, Пловдив – на 80 km, Пазарджик – на 45 km.
Село Оборище е закътано от всички страни с високи планини и върхове. Панорамната гледка от селото е много красива. С изключителна красота се извисява връх Илинден, където всяка година се чества празника и се прави курбан. На този връх е разположена телевизионната кула. Селото има много добра инфраструктура, чисто, подредено с прекрасни гледки към Витоша, Рила и Родопите. При ясно време се виждат ски пистите на Боровец.
В селото има много изворни чешми: „Сондата“, „Мальовец“, „Бельовец“.

## История
Старото име на село Оборище е Мечка. В подробен регистър на джелепкешаните от 1576 година са отбелязани седем джелепкешани в село Мечка дербенд - Милчо Стаю, Миле Дойке, Стоян златар, Дедо Стою, Братула Марин, Стоян Драйлин и Димитри Дука.
Но през средата на миналия век, към 1950 г. то придобива днешното си име – Оборище. Името на селото идва от името на местността Оборище, където е проведено първото народно събрание. Подготовката и мястото на събранието е организирано от жителите на с. Мечка
Местността Оборище е историческа, през април 1876 г. там се провежда Оборищенското събрание, на което се взема решение за избухването на Априлското въстание. Депутат на това събрание от село Мечка е Димитър Павлов Кокльов (Гайдарджията) от четата на Бенковски.

## Население
Численост на населението според преброяванията през годините:
| \| Година на преброяване \| Численост \| \| --------------------- \| --------- \| \| 1934 \| 2345 \| \| 1946 \| 2503 \| \| 1956 \| 2444 \| \| 1965 \| 2096 \| \| 1975 \| 2191 \| \| 1985 \| 2106 \| \| 1992 \| 1789 \| \| 2001 \| 1529 \| \| 2011 \| 1256 \| \| 2021 \| 1024 \| |           |
| Година на преброяване | Численост |
| 1934 | 2345      |
| 1946 | 2503      |
| 1956 | 2444      |
| 1965 | 2096      |
| 1975 | 2191      |
| 1985 | 2106      |
| 1992 | 1789      |
| 2001 | 1529      |
| 2011 | 1256      |
| 2021 | 1024      |

### Етнически състав

#### Преброяване на населението през 2011 г.
Численост и дял на етническите групи според преброяването на населението през 2011 г.:
|                     | Численост | Дял (в %) |
| Общо                | 1256      | 100.00    |
| Българи             | 1213      | 96.57     |
| Турци               | –         | –         |
| Цигани              | 5         | 0.39      |
| Други               | ?         | ?         |
| Не се самоопределят | ?         | ?         |
| Неотговорили        | 36        | 2.86      |

## Културни и природни забележителности
Културна забележителност в с. Оборище е църквата, като през 2004 г. успешно е завършена нейната реставрация. Историята говори, че в нея се е укривал Васил Левски, а през 1876 г. в една зимна вечер Георги Бенковски създава революционен комитет, в който участва и полага клетва цялото пълнолетно мъжко население на с. Мечка (Оборище).
Има два паметника, издигнати от признателното местно население в памет на загиналите руски войници през 1878 г. Всяка година на 13 януари жителите на с. Оборище отдават почит пред тяхната саможертва.

## Редовни събития
- Всяка година в местността Оборище в периода 1 – 2 май се провеждат празниците по честване на годишнина от Априлското въстание в Четвърти революционен окръг.
- Обичаят „Рогачов ден“ се празнува на Месни Заговезни по християнския календар. На този ден младежите правят „рогач“ (името му идва от елените – рогачи). Огъват се пръти, прави се кочия и се покрива с „козинява черга“, под чергата по прътите се завързват звънци – медени, тучови, клеини. Рогача се носи от 10 – 12 младежи. Около него играят цигани и дервиши – хора (основно мъже), които са облечени в животински кожи и го пазят. Всичко това символизира, че свършват дългите зимни нощи, земята се пробужда за обработване, гонене на злите духове.
- „Рукла“ – на Сирни Заговезни, в цялото село се палят огньове. Местните хора смятат, че така ще прогонят злите духове. Младите прескачат огъня за здраве и берекет.
- Лазаровден – обикновено читалищното ръководство на село Оборище, всяка година организира пеене на Лазаровден. На този ден млади момичета се обличат в традиционна българска носия, която е характерна за областта и отиват да пеят. Те ходят от къща на къща и пеят на домакините песни, които са свързани със семейството. Те събират яйца и други дарове, които на края на деня си делят. От старите български поверия се счита, че първото излизане на девойката на пеенето на Лазар, че е готова за женитба. Това съответства с първото коледуване на младите ергени. В днешни дни обаче, съвсем не е така. Млади момичета и момчета извършват тези обичаи, когато не са пълнолетни.

## Личности
- Участниците в подготовката на въстанието от село Мечка/Оборище са:[6]
- Димитър Павлов Коклев – Кокльо, Гайдарджията, председател на местния революционен комитет в селото, делегат на Оборище-местност, показана от него за тайното събрание на Бенковски, Участник във въстанието, в Хвърковатата чета на Бенковски, арестуван и освободен през есента на 1876 г. /1830 – 1919 г./
- Кръстьо Николов Муховски – Мечанина;
- Никола Петков-майстор на ножове и саби от Мечка;
- Петър Грепчов – участвал в подготовката и въстанието;
- Стоян Ганчов – участвал в подготовката и въстанието